# Puchar Pacyfiku w boksie
Puchar Pacyfiku – ekwadorski turniej bokserski rozgrywany od 2006 r. Pierwsza edycja odbyła się 5. października. Zawodnicy rywalizują w 10. kategoriach wagowych, przy czym tak jak przy każdym turnieju bokserskim – jest czterech medalistów w każdej kategorii wagowej. W turnieju udział brać mogą zawodnicy z Ameryki Południowej i Północnej.